# Bregana Pisarovinska
Bregana Pisarovinska is een plaats in de gemeente Pisarovina in de Kroatische provincie Zagreb. De plaats telt 209 inwoners (2001).